# Agelmühle
Agelmühle ist eine Wüstung auf dem Gemeindegebiet von Münchsteinach im Landkreis Neustadt an der Aisch-Bad Windsheim (Mittelfranken, Bayern).

## Geographie
Die Einöde lag am Achelbach, einem rechten Zufluss der Steinach, ca. 200 Meter westlich von Münchsteinach. Heute befindet sich an ihrer Stelle Haus Nr. 18 der Bachstraße.

## Geschichte
Der Ort wurde im Gemeindeverzeichnis erstmals 1587 erwähnt.
Gegen Ende des 18. Jahrhunderts gehörte die Agelmühle zur Realgemeinde Münchsteinach. Das Hochgericht übte das brandenburg-bayreuthische Stadtvogteiamt Neustadt an der Aisch aus. Das Anwesen hatte das brandenburg-bayreuthische Klosteramt Münchsteinach zum Grundherrn. Unter der preußischen Verwaltung (1792–1806) des Fürstentums Bayreuth erhielt die Agelmühle die Hausnummer 20 des Ortes Münchsteinach.
Von 1797 bis 1810 unterstand der Ort dem Justizamt Dachsbach und Kammeramt Neustadt. Im Rahmen des Gemeindeedikts wurde Agelmühle dem 1811 gebildeten Steuerdistrikt Münchsteinach und der 1813 gebildeten Ruralgemeinde Münchsteinach zugeordnet. Bis 1897 war die Mühle in Betrieb, dann wurde der Gesamtbesitz zerschlagen und das Anwesen abgerissen.

## Einwohnerentwicklung
| Jahr      | 001818 | 001836 | 001840 | 001861 | 001871 | 001885 |
| Einwohner | 4      | 9      | 7      | *      | 8      | 19     |
| Häuser    | 1      | 2      | 1      |        |        | 2      |
| Quelle    | [ 6 ]  | [ 7 ]  | [ 8 ]  | [ 9 ]  | [ 10 ] | [ 11 ] |

## Religion
Der Ort war seit der Reformation evangelisch-lutherisch und nach St. Nikolaus gepfarrt.